# Liste der Biografien/An
Liste der Biografien |
Portal Biografien |
Personensuche
# |
A |
B |
C |
D |
E |
F |
G |
H |
I |
J |
K |
L |
M |
N |
O |
P |
Q |
R |
S |
T |
U |
V |
W |
X |
Y |
Z |
?
 
Aa |
Ab |
Ac |
Ad |
Ae |
Af |
Ag |
Ah |
Ai |
Aj |
Ak |
Al |
Am |
An |
Ao |
Ap |
Aq |
Ar |
As |
At |
Au |
Av |
Aw |
Ax |
Ay |
Az
 
Ana–Anc |
And |
Ane |
Anf |
Ang |
Anh |
Ani |
Anj |
Ank |
Anl |
Anm |
Ann |
Ano |
Anp |
Anq |
Anr |
Ans |
Ant–Anz
Die Liste der Biografien führt alle Personen auf, die in der deutschsprachigen Wikipedia einen Artikel haben. Dieses ist eine Teilliste mit 50 Einträgen von Personen, deren Namen mit den Buchstaben „An“ beginnt.

## An
- An († 376 v. Chr.), Herrscher der chinesischen Zhou-Dynastie: der zwanzigste der Östlichen Zhou-Dynastie
- An Ba-ul (* 1994), südkoreanischer Judoka
- An Chang-rim (* 1994), südkoreanischer Judoka
- An Dương Vương, sagenhafter vietnamesischer König
- an Huef, Astrid, deutsch-neuseeländische Mathematikerin und Hochschullehrerin
- An(jotef), altägyptischer König
- An, Byeong-hun (* 1940), südkoreanischer Radrennfahrer
- An, Byong-jun (* 1990), nordkoreanischer Fußballspieler
- An, Chandralekha (* 1997), indische Sprinterin
- An, Chol-hyok, nordkoreanischer Fußballspieler
- An, Chol-hyok (* 1991), nordkoreanischer Eishockeyspieler
- An, Chŏng-su (* 1951), nordkoreanischer Politiker
- An, Chung-gun (1879–1910), koreanischer Panasiatist und NationalistAn Chung-gun (1879–1910)

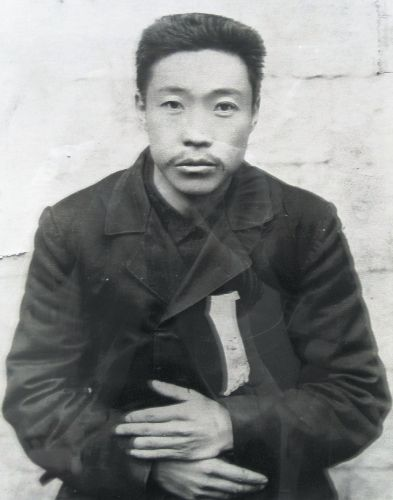
An Chung-gun (1879–1910)

- An, Hae Sook (* 1961), südkoreanische Tischtennisspielerin
- An, Han-bong (* 1968), südkoreanischer Ringer und Olympiasieger
- An, Ik-soo (* 1965), südkoreanischer Fußballspieler
- An, Jae-hyun (* 1999), südkoreanischer Tischtennisspieler
- An, Jae-jun (* 1986), südkoreanischer Fußballspieler
- An, Jae-sung (* 1985), südkoreanischer Tennisspieler
- An, Ji-min (* 1992), südkoreanische Eisschnellläuferin
- An, Jong-ho (* 1987), nordkoreanischer Fußballspieler
- An, Kai (* 1995), chinesischer Shorttracker
- An, Kum-ae (* 1980), nordkoreanische Judoka
- An, Kyŏng-ho (* 1930), nordkoreanischer Politiker
- An, Lushan (703–757), chinesischer MilitärführerAn Lushan (703–757)

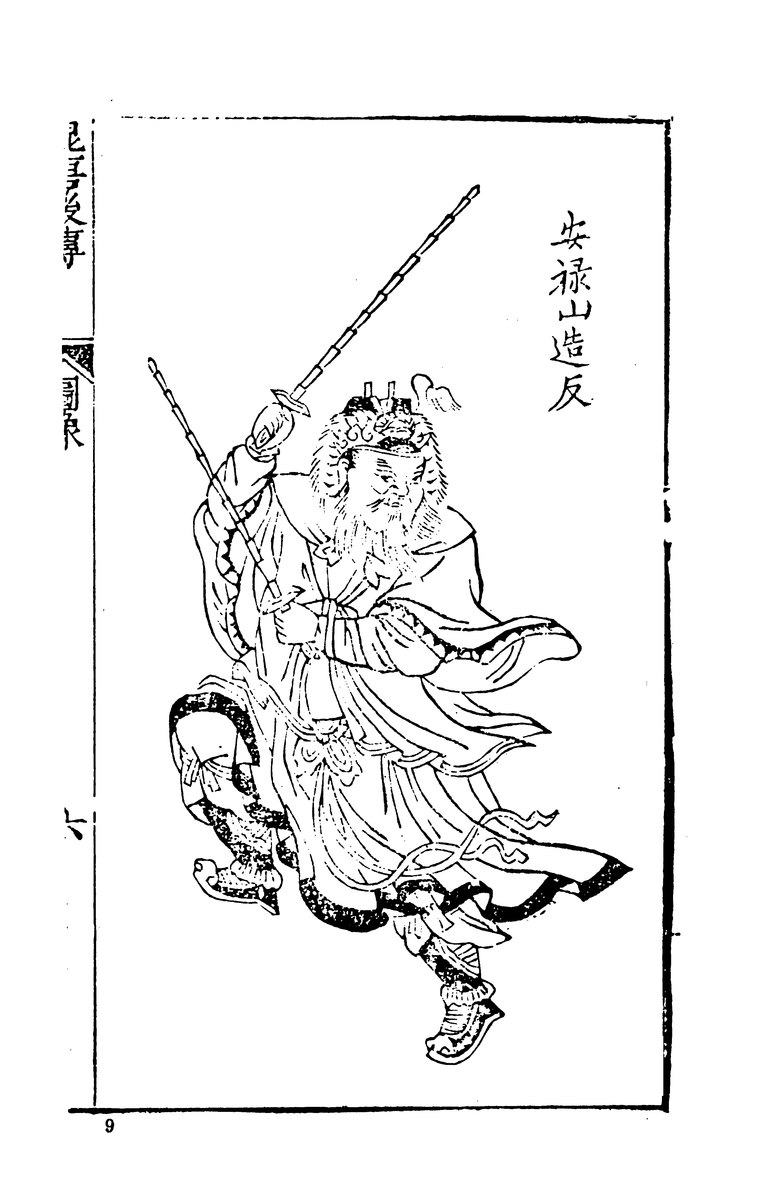
An Lushan (703–757)

- An, Michail Iwanowitsch (1953–1979), sowjetischer Fußballspieler
- An, Qi (* 1981), chinesischer Fußballspieler
- An, Qixuan (* 2000), chinesische Bogenschützin
- An, Sae-bom (* 1990), südkoreanische Taekwondoin
- An, San (* 2001), südkoreanische Bogenschützin
- An, Sang-mi (* 1979), südkoreanische Shorttrackerin
- An, Se-bok (* 1946), nordkoreanischer Fußballspieler
- An, Se-young (* 2002), südkoreanische Badmintonspielerin
- An, Sohee (* 1992), südkoreanische Schauspielerin und Sängerin
- An, Weijiang (* 1983), chinesischer Eisschnellläufer
- An, Wiktorija (* 1992), kasachische Sprinterin
- An, Yong-woo (* 1991), südkoreanischer Fußballspieler
- An, Yoson (* 1992), neuseeländischer Schauspieler
- An, Young-hak (* 1978), nordkoreanischer Fußballspieler
- An, Young-su (* 1964), südkoreanischer Boxer
- An, Yun-chol (* 1988), nordkoreanischer Eishockeyspieler
- an-Nadschafi, Muhammad Hasan († 1849), schiitischer Geistlicher (Mardschaʿ-e Taghlid)
- An-Na'im, Abdullahi Ahmed (* 1946), sudanesisch-US-amerikanischer Rechtswissenschaftler
- an-Nasāʾī (830–915), islamischer Traditionarier
- an-Nasir Ahmad I. († 1344), Sultan der Mamluken in Ägypten (1342)
- an-Nasir al-Hasan (1334–1361), Sultan der Mamelucken in Ägypten
- an-Nur Osman, Babiker (1935–1971), sudanesischer Politiker, Präsident des Sudan (1971)
- an-Nuwairi (1279–1333), ägyptischer Historiker und Enzyklopädist
- An-ski, Salomon (1863–1920), jüdisch-russischer Autor und Dramatiker
- An21 (* 1989), schwedischer House-DJ, Produzent und Inhaber eines Plattenlabels